# Jo Ivens
Johannes Franciscus (Jo) Ivens (Hulst, 9 oktober 1927 – aldaar, 30 augustus 2022) was een Nederlands organist en dirigent.

## Levensloop

### Jeugd en studie
Ivens werd geboren in Hulst en groeide op in een katholiek gezin. Hij kreeg al op jonge leeftijd pianolessen. Zijn eerste optreden als dirigent in de Sint-Willibrordusbasiliek in 1944 moest worden afgeblazen vanwege de door Poolse bevrijders kapotgeschoten toren van de basiliek. Kort na de Tweede Wereldoorlog diende hij voor twee jaar bij de Koninklijke Marine op een schip naar Indië. Ten tijde van zijn militaire dienst zette hij op 19 augustus ter gelegenheid van Maria Tenhemelopneming op het dek een Gregoriaans koor neer. Na de middelbare school studeerde hij kerkmuziek bij Louis Toebosch, Piet Hörmann en Piet Ketting aan het conservatorium in Tilburg. Verder volgde hij pianolessen bij de Belgische pianist Eugène Traey.

### Loopbaan
Ivens was na de oorlog muziekleraar aan de Jansenius scholengemeenschap in Hulst. In 1949 werd hij benoemd tot organist van de Sint-Willibrordusbasiliek in Hulst. Hij richtte in 1957 het Hulster Gemengd Koor op dat hij tot 2003 leidde. Dit koor was geregeld te horen op de radio en er verschenen ook een twaalf lp's van. Daarnaast dirigeerde hij als gastdirigent het Haagse Residentiekoor, het Toonkunstkoor uit Breda, het Residentie Orkest en gaf muziekuitvoeringen in Wenen, Stuttgart, Venetië en Perugia. Ook voerde hij meerdere malen de Mattheus Passion uit in de Notre Dame in Parijs en speelde hierbij composities van Bach, Haydn, Händel en Mozart. Als muziekdocent gaf hij les aan het conservatorium in Rotterdam. In november 2016 nam hij afscheid als dirigent van het Basiliekkoor in Hulst. Op 28 mei 2024 werd door het gemeentebestuur van Hulst een straat naar hem genoemd: Jo Ivenshof.
Hij overleed op 30 augustus 2022 op 94-jarige leeftijd.

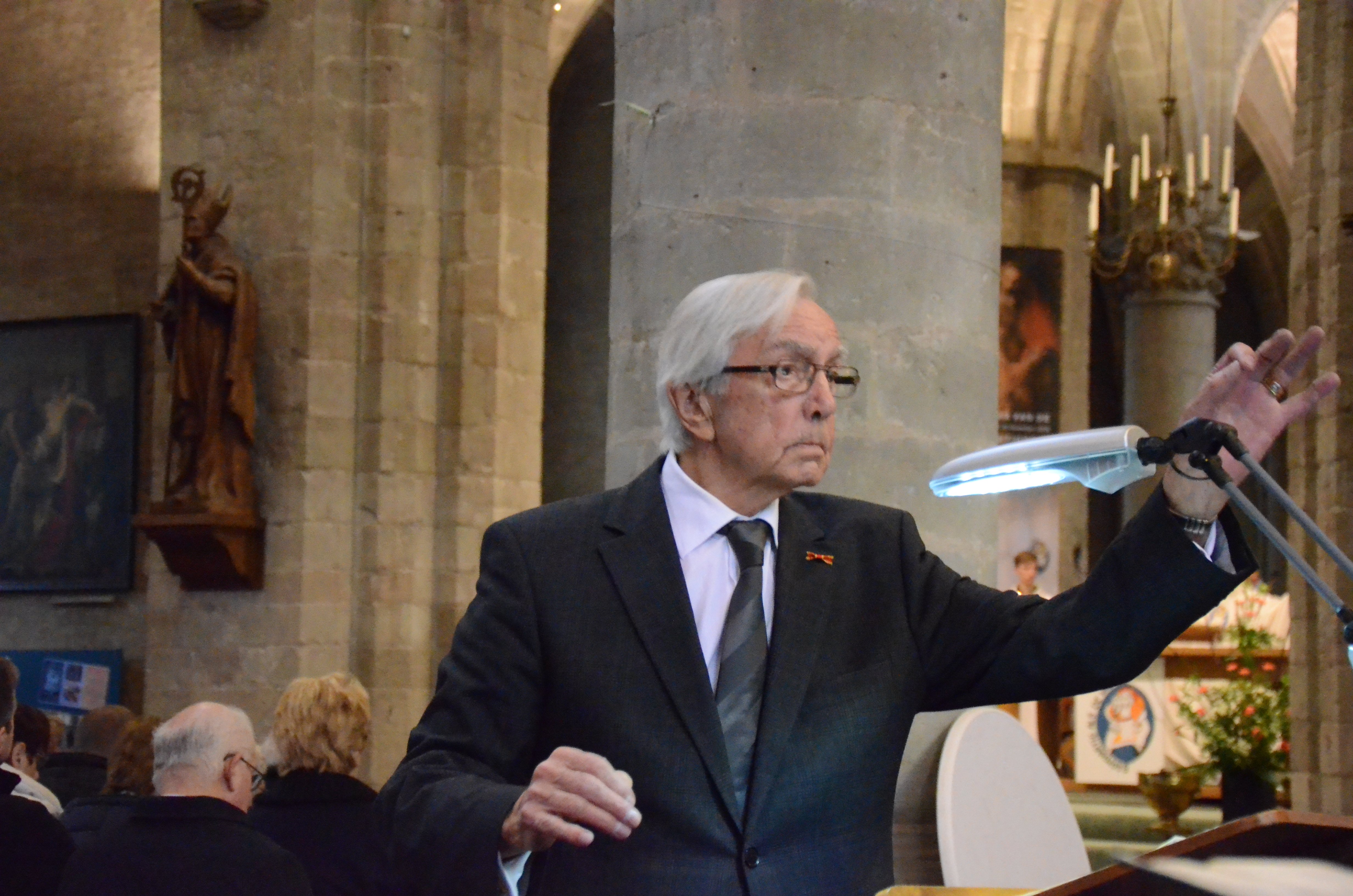
Jo Ivens tijdens zijn afscheid als dirigent van het Basiliekkoor Hulst in 2016

## Onderscheidingen
Ivens werd in 1983 benoemd tot Ridder in de Orde van Oranje Nassau. In 1974 werd hij onderscheiden met de zilveren medaille van de Franse culturele vereniging Arts Science et Lettres voor zijn uitvoering van de moderne Franse muziek en in 1997 ontving hij de gouden penning van de gemeente Hulst. In 2009 ontving hij in de Sint-Willibrordusbasiliek de pauselijke onderscheiding Orde van Gregorius de Grote. Deze onderscheiding werd hem uitgereikt door Hans van den Hende, de toenmalige bisschop van Breda.

## Discografie
Dit is een selectie met muziekalbums waaraan Ivens heeft meegewerkt.
- 1985: Koninklijk koorconcert
- 1988: Gouden koren concert 2
- 1989: Ave verum
- 1994: De mooiste koren van Nederland
- 1995: Hollands koren festival
- 1999: De mooiste kerkorgels
- 2000: De beste koren van de wereld
- 2002: Koninklijk Oranje concert